# Helminthosporium exasperatum
Helminthosporium exasperatum är en svampart som beskrevs av Berk. & Broome 1873. Helminthosporium exasperatum ingår i släktet Helminthosporium och familjen Massarinaceae.   Inga underarter finns listade i Catalogue of Life.